# Physalis pumila
Physalis pumila ist eine Pflanzenart aus der Gattung der Blasenkirschen (Physalis) in der Familie der Nachtschattengewächse (Solanaceae).

## Beschreibung
Physalis pumila ist ein ausdauernde, 15 bis 40 Zentimeter hohe Pflanze, die aus einem kräftigen, tief unter der Erde befindlichen Rhizom wächst. Die Stängel wachsen aufrecht, verzweigen unregelmäßig an den oberen Knoten, die Zweige sind aufsteigend. Die Pflanze ist klebrig behaart, die Behaarung besteht aus gelenkigen, einfachen oder zwei bis drei Mal verzweigten Trichomen, die 0,5 bis 2 Millimeter lang werden. Die Blattspreiten sind eiförmig bis eiförmig lanzettlich, 3 bis 8 (selten bis 10) Zentimeter lang und 2 bis 5 Zentimeter breit. Auch sie sind klebrig behaart. Der Blattrand ist ganzrandig bis gewellt, selten geschwungen-gezahnt. Die Basis der Blattspreite ist spitz zulaufend, nach vorn ist sie spitz. Die Blattstiele können ein Zehntel bis zwei Fünftel der Länge der Blattspreite erreichen.
Die Blüten stehen einzeln in den Achseln der Laubblätter. Der Kelch wird 6 bis 12 Millimeter lang, ist klebrig behaart und besitzt 3 bis 5 (selten 2,5 bis 6) Millimeter lange Kelchzipfel. Der Blütenstiel wird meist 14 bis 30 (selten nur 7) Millimeter lang. Die Krone ist 11 bis 16 Millimeter lang, gelb, im Kronschlund blass braun oder grün überhaucht, ohne jedoch deutlich abgegrenzte Flecken auszumachen. Die Staubbeutel sind gelb, 2 bis 3 Millimeter lang und genauso breit wie die Staubfäden.
Der zur Fruchtreife stark vergrößerte Kelch ist grün, der Querschnitt ist zehnwinkelig und an der Basis eingedrückt. Er wird 2,5 bis 3,5 (selten bis 4) Zentimeter lang und misst 1,5 bis 3 Zentimeter im Durchmesser. Der Blütenstiel verlängert sich auf 25 bis 55 Millimeter.
Die Blütezeit reicht von Anfang März bis September.
Die Chromosomenzahl beträgt 2n = 24.

## Vorkommen
Die Art kommt vor allem in den Prärien in den mittleren Vereinigten Staaten vor, ist aber auch in einigen Bundesstaaten im Südosten anzutreffen. Sie ist meist auf trockenen, felsigen Böden von Prärien, Feldern und gestörten Habitaten zu finden.

## Systematik
Innerhalb der Gattung der Blasenkirschen (Physalis) wird die Art in die Sektion Lanceolatae der Untergattung Rydbergis eingeordnet.

## Nachweise